# جورج ميلر (سياسي)
جورج ميلر (بالإنجليزية: George Miller)‏ هو سياسي أمريكي، ولد في 24 أكتوبر 1922 في الولايات المتحدة، وتوفي في 25 ديسمبر 2014 في نفس البلد. حزبياً، نشط في الحزب الديمقراطي.